# رضا ناجي
رضا ناجي (بالفارسية: رضا ناجی) هو ممثل إيراني حائز على جائزة الدب الفضي. بدأ ناجي مسيرته الفنية عام 1962.

## قائمة الأفلام
| السنة | الفيلم                 | الدور    | ملاحظات                               |
| ----- | ---------------------- | -------- | ------------------------------------- |
| 1997  | أطفال السماء           | والد علي |                                       |
| 1998  | Birth of a Butterfly   |          |                                       |
| 2001  | مطر                    | ميمار    |                                       |
| 2002  | Parandeh baz-e kouchak |          |                                       |
| 2005  | The Willow Tree        | مرتضى    |                                       |
| 2007  | Sargije                |          |                                       |
| 2008  | أغنية العصافير الدورية | كريم     | الدب الفضي، مهرجان برلين[بحاجة لمصدر] |
| 2014  | Harud                  | يوسف     | فيلم هندي                             |
| 2014  | Toward Freedom         |          |                                       |
| 2014  | معلم                   |          |                                       |
| 2014  | Love is not Closed     |          |                                       |
| 2018  | نحن جميعا معا          |          |                                       |
| 2020  | After the Incident     |          |                                       |

## وصلات خارجية
- رضا ناجي على موقع IMDb (الإنجليزية)
- رضا ناجي على موقع قاعدة بيانات الأفلام العربية
- رضا ناجي على موقع ألو سيني (الفرنسية)
- رضا ناجي على موقع ألو سيني (الفرنسية)
- رضا ناجي على موقع أول موفي (الإنجليزية)
- رضا ناجي على موقع أول موفي (الإنجليزية)
- رضا ناجي على موقع قاعدة بيانات الفيلم (الإنجليزية)
- رضا ناجي على موقع كينوبويسك (الروسية)